# Lety (Nyugat-prágai járás)
Lety település Csehországban, Nyugat-prágai járásban. Lety Mořinka, Karlík, Dobřichovice, Řevnice és Hlásná Třebaň településekkel határos. Lakosainak száma 1632 fő (2024. január 1.).

## Népesség
A település lakosságának változását az alábbi diagram mutatja:
| Lakosok száma | 290  | 299  | 347  | 598  | 647  | 777  | 1516 | 1565 | 1527 | 1632 |
|               | 1869 | 1890 | 1921 | 1950 | 1980 | 2001 | 2017 | 2019 | 2022 | 2024 |